# Поной
Поно́й (в верховье Пессарьйок) — крупнейшая река Кольского полуострова, протекает по территории Ловозерского района Мурманской области России. Длина основного русла — 426 км. Исток расположен на западе возвышенности Кейвы, устье — на Терском берегу Белого моря.
Площадь водосборного бассейна — 15 500 км². Крупнейший приток — Пурнач. Среднемноголетний расход воды — 170 м³/с, наибольший расход воды — 3500 м³/с. Питание в основном снеговое. Берега в верхнем и среднем течении низкие, в нижнем каньонообразные. Порожиста, крупнейший порог — Большой Бревенный. Ледоход начинается в первой половине мая. Половодье в мае-июне сменяет летне-осенняя межень. Река покрывается льдом в конце октября — начале ноября.
Первые поселения в бассейне Поноя появились, вероятно, в III тысячелетии до нашей эры. Коренным народом являлись саамы, именно к их языку восходит название реки: «Пьеннеой» — «собачья река». Позже на эти земли пришли русские, и уже в конце XIX века сюда стали переселяться оленеводы из коми-ижемцев. Древнейшим поселением считается село Поной в устье реки (известно с XVI века). Ко второй половине XX века большинство населённых пунктов по реке обезлюдело, около 500 человек проживают в Краснощелье и Каневке.
На протяжении веков предпринимались попытки освоить бассейн Поноя. В 1730—1740-е годы в низовьях действовали медеплавильные Лапландские заводы, в середине XX века на реке планировали построить крупную гидроэлектростанцию и начать промышленную добычу полезных ископаемых. Однако основной интерес всегда представлял промышленный лов лосося. Он начался ещё в XVI веке и достиг своего максимума 50—60-е годы XX века. С 1994 года для защиты популяции лосося промышленная добыча была свёрнута, вместо неё на реке лицензировали спортивное рыболовство.
В 1981 году в среднем течение реки создан Понойский зоологический заказник, направленный на охрану птиц и млекопитающих. В 2002 году на Поное учредили рыбохозяйственный заказник. Он охватывает 234 км нижнего течения реки и сеть её притоков.  Также под охраной находятся обнаруженные археологические памятники.

## География

### Течение
Поной — крупнейшая река Кольского полуострова. Река берёт начало в центре Кольского полуострова, течёт в восточном направлении и впадает в Белое море. Длина основного русла — 426 км, падение уровня от истока до устья — 292 м. У Поноя выделяют три характерных участка: 1) верхний — заболоченная равнина от верховьев Поноя до впадения реки Лосинги (211 км от устья); 2) средний — отрезок до впадения Колмака (211—100 км от устья), на котором Поной вступает в пределы кристаллического плато и постепенно формирует свою долину; 3) на нижнем участке от Колмака до устья Поной формирует ущелье.
Предполагают, что когда-то Поной начинался из древнего озера, сток которого находился где-то в районе между устьями Лосинги и Сухой. Таким образом, Поной и все его притоки, расположенные выше этого места, проложили свои русла в рыхлых отложениях спущенного озера.
Верхний участок — самый протяженный (214 км). Исток Поноя лежит западных отрогах Кейвской возвышенности, на высоте 292 метра над уровнем моря. На протяжении 65 км, до впадения правого притока Элнйока (также известен как Киевейка), верховье Поноя носит название Пессарьйок. Этот участок реки имеет характерный горный профиль и высокое падение (1,9 м/км). Ниже Элнйока начинается собственно Поной. Его путь проходит по огромным болотам Понойской депрессии. Ширина реки всего 15—20 м, глубина 1,5—2,0 м. По берегам накапливаются принесённый с Кейв аллювий, он обрамляет Поной своеобразной дамбой, на которой растут деревья. Русло реки характеризуется сильной извилистостью, разбивается на рукава и протоки. Долина реки условна, и в половодье Поной разливается по болотам. С впадением Сахарной Поной расширяется до 50 метров. Падение реки по-прежнему слабое, скорость течения от 0,5 до 0,8 м/с. Чуть ниже есть два небольших порога, дальше по течению их не будет вплоть до Каневки (114 км от устья). С впадением притоков Тички, Кукши и Ельйока Поной достигает 100 метров ширины и 3 метров глубины и таким подходит к первому населённому пункту — Краснощелью (288 км от устья). После река проходит через озеро Верхне-Каменское (220 км до устья), мимо покинутого села Чальмны-Варрэ и перед впадением в озеро Вулиявр (Нижне-Каменское) распадается на «сорок рукавов» — как местные называли его широкую дельту.
Средний участок протянулся на 111 км от впадения Лосинги (211 км до устья) до Колмака (100 км). среднее падение 0,17 м/км. От Лосинги падение реки несколько увеличивается, в реке появляется галька с Кейв, нанесённая в паводки притоками. Река после впадения Лосинги сужается (75—80 м) и углубляется до 4 метров. Вместо болот вокруг постепенно вырастают сухие боровые террасы. За рекой Сухой (184 км) склоны долины в некоторых местах подходят вплотную к Поною и возвышаются над ним на 25-30 метров. От Лебяжьей (172 км) на склонах речной долины всё чаще появляются открытые породы. У посёлка Каневка, который находится при впадении Югоньки (114 км), берега Поноя вновь понижаются. Река расширяется до 140 метров, средняя глубина — 2,1 метра. Растительность по берегам становится всё более разреженной и низкорослой, на отдельных участках к реке подходит тундра. До Колмака долина часто то расширяется, то сужается. Склоны сильно разрушены выветриванием.
В нижнем течении (100 км от устья) Поной резко увеличивает своё падение (116 метров), этот участок характеризуется сплошным чередованием порогов и плёсовых участков. На шести крупнейших порогах за 7,4 км уровень падает на 26,1 м. Первый крупный порог (длина 1,3 км) — ниже впадения Колмака. Река стремительная, зажата в узкую каньонообразную долину. Берега могут подниматься над уровнем воды на 130—140 м и переходят в совершенно горизонтальное плато. Ширина самой реки достигает 200—250 м. В 27 км от устья в Поной впадает ручей Большой Бревенный, чья широкая долина свидетельствует, что когда-то он был значительно полноводнее. За ним начинается крупнейший и наиболее бурный порог Поноя — Большой Бревенный (длина 2,1 км, общее падение — 11 м). После него река расширяется с 70-80 м до более чем 200 м. Глубины резко уменьшаются, встречаются мели и острова из галечника. Последний порог расположен чуть выше покинутого села Поной (12 км от устья). Устьевой участок (12 км) находится в зоне морских приливно-отливных течений.
Течение Поноя на карте OpenStreetMap (видны основные притоки)

### Бассейн
Бассейн Поноя занимает 15 467 км² центральной части восточной половины Кольского полуострова между 35°2'—41°09' в. д. и 66°44'—67°52' с. ш. Он вытянут в широтном направлении более чем на 200 км. Средняя ширина бассейна 60 км, наибольшая 100 км и наименьшая 12,5 км. Большая часть бассейна имеет отметки 150—250 метров над уровнем моря, на горные участки (свыше 350 метров) приходится не более 1 % площади. Средняя высота — 217 м. На севере бассейн Поноя граничит с бассейном одной из крупнейших рек восточной части Кольского полуострова — Иокангой, на западе — с бассейном реки Воронья, на юге — с бассейнами Варзуги, Стрельны и ряда более мелких рек. В период половодья в верховьях правых притоков — рек Кукша и Кинемур — возможен водообмен с бассейном Варзуги.
Физико-географические условиях создают в бассейне Поноя три района с уникальной гидрографической сетью и гидрологическим режимом: 1) формирующие водораздел южный склон Кейв на севере и южные отроги Панских высот на западе 2) заболоченная равнина верхнего и частично среднего течения Поноя; 3) кристаллическое плато среднего и нижнего течения Поноя.

#### Притоки
В бассейне Поноя насчитывают 2414 водотоков общей протяжённостью более 8000 км, из них 244 — притоки первого порядка. Крупнейшие из них — Пурнач, Пача и Лосинга. Преобладают водотоки длиной менее 5 км, которые составляют 86 % от общего числа рек бассейна. На них приходится 41 % от длины всей речной сети бассейна. Рек длиннее 25 км всего 1,2 %, но они составляет 23 % общей протяженности речной сети. Плотность левобережных притоков (0,63) значительно выше, чем правобережных (0,43). Левобережная приточность реки развита равномерно от самых верховьев до посёлка Каневка. В правобережной части бассейна приточность относительно хорошо развита лишь в верховьях.
Объекты перечислены по порядку от устья к истоку.
- Гремяха (пр)
- Лобский (пр)
- Дулядов (пр)
- Попов (лв)
- 14 км: Мельничный (пр)
- Русинга (лв)
- Пушечный (лв)
- Разбойник (лв)
- Немецкий (лв)
- Орловка (лв)
- 27 км: Большой Бревенный (пр)
- Каютный (лв)
- Медвежий (лв)
- Малый Быков (пр)
- Средний Быков (пр)
- Лодочный (лв)
- Большой Быков (пр)
- Лопенярский (лв)
- 39 км: Лопенярка (лв)
- Верхний Островский (пр)
- Нижний Шардунов (лв)
- Самоедский (лв)
- Средний Кисловарский (пр)
- Верхний Кисловарский (пр)
- 50 км: Томба (лв)
- Нижний Ваемский (пр)
- Средний Ваемский (пр)
- Лудовайский (лв)
- Верхний Ваемский (пр)
- 64 км: Большая Вязка (пр)
- Малая Вязка (пр)
- Нижний Вежной (лв)
- Верхний Вежной (лв)
- Малая Рябога (пр)
- 75 км: Рябога (пр)
- 77 км: Пурнач (пр)
- Запасный (пр)
- Коловайский (лв)
- Лесной (лв)
- Алексеевский (пр)
- 100 км: Колмак (лв)
- Миневой (лв)
- Пахтенный (пр)
- 109 км: Ачерйок (Ача) (лв)
- 111 км: Патманьга (пр)
- 114 км: Югонька (лв)
- Пальникский (лв)
- 127 км: Альденьга (лв)
- Жениховский (пр)
- 138 км: Пача (пр)
- Второстадный (пр)
- 146 км: Кофта (лв)
- Макаровский (пр)
- 151 км: Поворотный (пр)
- 156 км: Большой (лв)
- 162 км: Амбарный (пр)
- 165 км: река без названия (пр)
- 172 км: Лебяжья (лв)
- 184 км: Сухая (Выхча) (лв)
- 185 км: Совиная (пр)
- 191 км: Ягодная (лв)
- Восточный Девичий (пр)
- 204 км: Западный Девичий (пр)
- 211 км: Лосинга (лв)
- 218 км: Артельная (пр)
- 233 км: река без названия (пр)
- 234 км: река без названия (лв)
- 242 км: Ильин (пр)
- 244 км: Кинемур (пр)
- 249 км: Старикова (пр)
- 256 км: Пятчема (лв)
- 267 км: Кривая Речка (пр)
- 280 км: Худой (лв)
- 290 км: Медвежий (пр)
- 297 км: Ельйок (лв)
- 306 км: Большой (пр)
- 311 км: Тичка (пр)
- 318 км: Кукша (пр)
- 332 км: Сахарная (лв)
- 361 км: Элнйок (Коевейка) (пр)
- Сосновый (пр)
- 382 км: Щучий (лв)
- 391 км: Койнийок (пр)

#### Озёра
В бассейне Поноя насчитывают 7816 озёр. На 2 км² площади в среднем приходится одно озеро. Общая площадь озер бассейна составляет 322 км². При этом общая озерность бассейна невелика — 2,1 %, так как преобладают озёра с площадью меньше 0,1 км², на них приходится 88 % от общего числа водоёмов. Лишь 35 озёр имеют зеркальную поверхность свыше 1 км² и вместе превосходят по площади 7 тыс. оставшихся озёр. Малая площадь водоёмов определяет низкий показатель коэффициента общей озёрности (2,1 %).
Крупнейшим озером является Песочное (26,4 км²). Сквозь него протекает Кривая Речка — правый приток Поноя. Второй крупнейший водоём — Чурозеро (12,5 км²) — через небольшую протоку связан с левым притоком Поноя Элнйоком. Оба озера, как и все водоёмы в болотной части бассейна, — остатки древнего озера, занимавшего Понойскую впадину. Характер берегов указывает на то, что озёра были некогда больше, но постепенно заболачиваются. Нижне-Каменское озеро (Вулиявр) — единственное озеро, лежащее по течению самого Поноя. Перед впадением в него река расходится на множество протоков. Хотя площадь Нижне-Каменского (13,3 км²) номинально несколько больше Чурозера, по объёму оно уступает ему в 6 раз. Озеро имеет длину 8 км, ширину — до 4 км; его преобладающая глубина — 0,7 м, а максимальная — 1,4 м. Нижне-Каменское озёро возможно рассматривать как разлив Поноя.

### Гидрология
Среднемноголетний расход воды в верхнем течении Поноя (290 км) — 41 м³/с, в среднем течении (114 км) — 112 м³/с, в устье — 173 м³/с.
У Поноя в основном снеговое питание. Именно поэтому для реки характерно весеннее половодье, на которое приходится 50-55 % годового стока, летняя и зимняя межень. Весенний подъём воды обычно начинается до середины мая, а максимум половодья приходится на конец мая — середину июня. В среднем течении уровень воды поднимается на 2,5 метра, около устья — 4,5 м (в некоторые годы — до 10 м). Столь значительная амплитуда в нижнем течении связана исключительно с ледяными заторами — Понойская губа вскрывается ото льда позже, чем река. Половодье заканчивается к июлю. Летняя межень продолжается 2-3 месяца, достигает максимума в августе и заканчивается в сентябре-октябре. Паводки из-за летне-осенних дождей редки и несущественны — подъём 0,3-0,8 м при продолжительности 10-30 дней.
Ледоход наступает одновременно по всей реке. Вслед за ним река быстро прогревается — благодаря небольшой глубине и высокой турбулентности потока. В течение лета температура воды редко превышает 20 °C. Суточные колебания в основном русле достигают 3-4 °C. Поной начинает замерзать в октябре, окончательно ледовый покров встаёт в ноябре. Полыньи на быстрых участках остаются до середины зимы.
Минерализация воды не превышает 100 мг/л. Кислотность воды в летнее маловодье в болотных верховьях составляет 5,5 рН, в основном и нижнем течении — до 6,5-7,5 рН.

## Ихтиофауна
В бассейне реки обитают солоновато-водные, проходные и пресноводные рыбы. Ихтиофауну формируют 14 видов: атлантический лосось, кумжа, европейская ряпушка, обыкновенный сиг, европейский хариус, европейская корюшка, обыкновенная щука, речной окунь, обыкновенная плотва, язь, обыкновенный гольян, налим, трёхиглая колюшка, девятииглая колюшка. Также в реку на нерест поднимается некоторое число горбуши. В литературных источниках есть упоминания, что в Поной заходила нельма и арктический голец.
Поной — одна из немногих рек Европы, в которой сохранилась крупная и генетически чистая популяция атлантического лосося. Сёмга в бассейне реки Поной поднимается до реки Сахарная (331 км) и в небольших количествах нерестится в её верховьях. Ниже озера Нижне-Каменского сёмга заходит на нерест во все крупные притоки и некоторые ручьи. Основные нерестилища расположены в реках Лосинга, Сухая, Лебяжья, Альденьга, Югоньга, Патмоньга, Ача, Колмак, Пурнач, Рябога, Томба, а также в основном русле реки Поной ниже устья реки Колмак. Молодь лосося нагуливается в многочисленных ручьях первого порядка, впадающих на участках среднего и нижнего течения Поноя. Общая площадь нерестово-выростных угодих в бассейне Поной оценивается в 1,7 тыс. га, из которых больше половины находится в притоках. В реку заходят две группы атлантического лосося: лососи летней группы мигрируют в июне — июле и нерестятся той же осенью (16 % популяции); лососи осенней группы начинаю ход в начале августа, зимуют в нижнем течении реки или в эстуарии, проводят все лето в реке и нерестятся осенью следующего года (84 % популяции).

## История освоения
Первые поселения людей вблизи устья реки относятся к III тысячелетию до нашей эры. Коренным народом Кольского полуострова были саамы или «лопь», как их называли в древнерусских источниках. Точное время заселения полуострова неизвестно, но уже в конце IX века саамов упоминал норвежец Оттар из Холугаланда. Установлено, что до того они жили южнее, на берегах Ладожского и Онежского озёр. Племенное объединение, населявшее восточную часть Кольского полуострова, называли Терской лопью. Одним из древних поселений саамов является село село Поной, расположенное в 12 км от устья реки, на 10-15-метровой террасе над водой. О нём известно с 1570 года, когда сюда прибыл соловецкий монах Феогност и поставил Петропавловский храм «по челобитию Терских лопарей для их крещения и веры» (разрешение на его сооружение дал лично Иван Грозный). Жившие по Поною саамы с 1572 года начали принимать крещение, в 1575 году вокруг Петропавловского храма возник мужской монастырь. В 1623 году посёлки на побережье уничтожил военный флот датчан. С 1608 года главным поселением терских лопарей стало Ловозеро, но они по-прежнему вели кочевой образ жизни, занимаясь разведением оленей и рыболовством. Крещённые саамы и русские поселенцы активно вступали в смешанные браки.
Понойские лопари в начале XVII века уплачивали дань Московскому царству. Царь Михаил Романов пожаловал право ловить сёмгу в Поное подмосковному Троице‑Сергиеву монастырю. С 1658 года Поной стал вотчиной патриарших монастырей: Онежского Крестного, расположенного на острове Кий в Белом море, и Новоиерусалимского под Москвой. В 1693 году молодой царь Пётр I на своей яхте «Святой Пётр» сопровождал английские и голландские купеческие корабли от Архангельска вдоль Терского берега вплоть до Трёх Островов и так стал первым правителем, посетившим район Поноя.
В 1732-42 годах в низовьях Поноя на реке Русинихе при ставленнике Бирона Курте Шёмберге была предпринята попытка добычи медных руд. Так называемые Лапландские заводы были закрыты с воцарением Елизаветы Петровны, когда стало понятно, что производимая медь из-за бедности руд, удалённости и неосвоенности этих земель почти в сто раз дороже, чем медь с Урала.
В 1880-х на Кольский полуостров из бассейна реки Печоры и её притока Ижмы стали переселяться семьи оленеводов коми-ижемцев. Движимые нехваткой оленьих пастбищ и случаями массового падежа животных из‑за эпизоотий, ижемцы пришли в богатые ловозерские тундры, на которых ранее разводили оленей только саамы. Между ижемцами и саамами происходили конфликты. Причины лежали в несходстве обычаев и форм ведения хозяйства (саамы предпочитали вольный выпас небольших стад, а ижемцы применяли крупностадный регулируемый кочевой выпас и постоянное окарауливание). Кроме того, саамские олени часто прибивались к стадам ижемцев. Тем не менее со временем саамы стали перенимать способы хозяйствования ижемцев, что привело к увеличению поголовья оленей во всём регионе.
Постепенно ижемцы из Ловозера стали смещаться на восток и осваивать бассейн Поноя. В 1910-х и 1920-х ими были основаны несколько населённых пунктов по течению реки: в 1918 — Чальмны-Варрэ, 1921 — Краснощелье, в 1923 — Каневка, позже — небольшие посёлки Оксино и Макаровка.
С 1929 года на Кольском полуострове стали организовывать оленеводческие колхозы (первый — в Каменке), нередко при нажиме властей, хотя именно ижемцы первыми вступали в колхозы. Тем не менее в довоенные годы многие из них стали жертвами сталинских репрессий. В случае саамов коллективизация просто разрушила традиционную систему природопользования и хозяйственной деятельности. В послевоенные годы колхозы реорганизовывались в совхозы и укрупнялись — теперь они объединяли по несколько поселений (так, колхоз «Краснощелье» в 1959 году объединился с колхозом «Красная тундра» из Чальмны-Варрэ в колхоз им. Ленина).
25 августа 1951 года секретным постановлением Совета министров СССР был дан старт строительству Кольской железной дороги по маршруту Апатиты — Кейвы — село Поной с ответвлением к бухте Иоканьга и посёлку Лесной (сейчас — Умба). Проект протяжённостью около 400 км фигурировал под секретным название № 509 МВД. Железная дорога предназначалась для транспортного обеспечение перспективной военно-морской базы в незамерзающей бухте Иоканьги и позволила бы начать освоение месторождений центра и востока Кольского полуострова. Стройка ГУЛАГа была свёрнута в 1953 году, сразу после смерти Сталина. К этому моменту были проложены лишь несколько десятков километров рельсов.
Второй важной стройкой ГУЛУГа стали фортификационные сооружения на мысе Корабельный около устья Поноя. В будущем посёлке Корабельное были выстроены пятиэтажные подземные бетонные бункеры, вооружённые корабельными артиллерийскими орудиями. По левому берегу реки в 18 км от устья заключённые и военнопленные обустроили военный аэродром и вымостили камнем дорогу до Корабельного. Наследием заброшенного объекта Минобороны России стало тяжёлое загрязнение почв нефтепродуктами.
Ещё в советское время население бассейна Поноя сконцентрировалось в двух населённых пунктах: Краснощелье (150 км от райцентра Ловозера) и Каневке (255 км от Ловозера). Сперва обезлюдели традиционные саамские поселения — «погосты», после в 1960-х многие населённые пункты ликвидировали «как неперспективные». Благодаря тому, что в 1960-х в Краснощелье шло переселение жителей Чальмны-Варрэ, Каменки, Поноя, к 1966 году население села достигло 700 человек. Село своего расцвета достигло в 1980-е, но уже в 1990-е основными характеристиками социально-экономического положения коренного населения Поноя стали бедность и массовая безработица. Все постсоветские годы Краснощелье оставалось депрессивным: число рабочих мест сокращалось, население уменьшалось и старело, авиасообщение с райцентром стало дорогим и редким, электроснабжение от дизель-генераторной станции нестабильно. По данным Всероссийской переписи населения 2010 года в бассейне Поноя постоянно проживали не более 500 человек.

## Рыболовство

### Промышленное
Промышленный лов лосося на Поное начался в XVI веке, тогда он вёлся в интересах Патриаршего двора. Отдельные документы из Новгорода фиксируют, что масштаб вылова постоянно увеличивался, и в середине XVII века ежегодно вылавливали 10-37 тыс. особей. Дальнейшие наблюдения отрывисты. Известно, что в 1882—1898 на Поное вылавливали в среднем по 62,2 т лосося в год, а с 1899 по 1908 гг. — по 40,6 т. С 1923 года, за исключением военных лет (1941—1944 гг.), существует ежегодная достоверная статистика: с середины 1920-х до конца 1930-х годов уловы выросли с 10 до 100 т, затем в период с конца 1940-х до начала 1960-х варьировались в широких пределах со средним в 60 т. Рекордным по числу особей стал 1960 год, когда выловили 41830 экземпляров (108,6 т), по весу — 1955 год и 121,5 т (28060 экземпляров).
До 1929 года рыбу ловили, перекрывая у села Поной в прилив всю реку сплошным деревянным забором, в котором были ловушки-накопители для рыбы, а также ниже и выше по течению разнообразными сетями. Промысел сёмги шёл и на некоторых нерестовых притоках (Югонька, Ача, Лосинга, Лебяжья). На морских тонях использовали неводы длиной 75-100 м. До 1959 года промысел вёлся как в реке, так и в море. В 1960—1963 гг. промысел шёл только на морских тонях.
Для избежания перелова и снижения численности лосося по рекомендации Полярного научно-исследовательского института морского рыбного хозяйства и океанографии (ПИНРО) на реке стал проводиться концентрированный лов: 50 % зашедших в реку лососей изымалось, а 50 % должно было пропускаться на нерестилища. В районе села Поной на реке устанавливалось единственное орудие лова — РУЗ, представляющее собой сетное перекрытие реки с вмонтированной ловушкой. Один день РУЗ был открыт для прохода рыбы, во второй — все зашедшие в реку особи становились уловом. РУЗ ставился после спада весеннего половодья в начале июля, а снимался перед ледоставом в начале октября. Промысел на РУЗ просуществовал до 1994 года. Промышленные уловы в этот период варьировали от 10 до 70 тонн (4-25 тыс. лососей). В это же время на морских тонях около Поноя ежегодно изымалось до 20 тонн лосося. В 1987 году на Понойский рыбопромысловый район была установлена квота в 20 % из 60 тонн для прибрежного рыболовства атлантического лосося в Белом море в границах Кольского полуострова.

### Рекреационное
В 1989 году по инициативе ПИНРО и «Мурманрыбвода» провели открытое совещание с представителями областной администрации и глав районов, на котором впервые изложили концепцию развития рекреационного рыболовства и рыболовного туризма на Кольском полуострове. С 1991 года на Поное, Варзуге, Умбе и Варзине лицензировали спортивное рыболовство, проводимое в основном по принципу «поймал-отпустил». В 1993 году этот вид рекреационного лова существовал уже на 23 реках, в 2003 распространился на 43 реки региона, в том числе на 24 баренцевоморских и на 19 беломорских. Появление рекреационного лова привело к перераспределению квот на Поное. Уже в 1992 год промышленный вылов на РУЗ значительно уменьшился (сутки лова на три дня пропуска), в 1993 году ловля открылась лишь 25 августа, а с 1994 года РУЗ совсем не работал. С того времени промышленная эксплуатация Поноя завершилась. Считается, что промышленный вылов дикого лосося как пищевого сырья нецелесообразен в условиях доминирования аквакультуры лососёвых, одновременно рыбный туризм экономически эффективнее и позволяет сохранять популяцию рыбы.
Лов сёмги по принципу «поймал-отпустил» тяжело приживался на реках Кольского полуострова, и в том числе в бассейне Поноя. Его в штыки встретили жители населённых пунктов, рассчитывавшие на часть ценного ресурса и недовольные тем, что лучшие участки рек взяли в аренду рыболовно-туристические компании. Сейчас незаконный вылов на Поное сконцентрирован в среднем течении, около Краснощелья.
С 1994 года на Поное проводится только любительский лов по принципу «поймал-отпустил». Ловля двух групп атлантического лосося — летней и осенней «серебрянки» — ведётся в основном русле реки и некоторых крупных притоках с мая по октябрь. На реке организовано 7 лицензионных участков, крупнейшими из которых являются участки компании АО «Река Поной» (рыболовная база «Рябога») с правом лова на протяжении 75 км нижнего течения Поноя. Компания «Река Поной» совместно с Полярным филиалом «ВНИРО» ежегодно проводит научно-исследовательские работы по оценке запасов анадромных видов рыб и производит мечение атлантического лосося с целью оценки его численности.
Основу сезонного улова (70 %) составляют лососи осенней биологической группы предыдущего года захода. Средний вылов сёмги по принципу «поймал-отпустил» в разные годы составлял от 4500 до 14500 экземпляров. Исследования показали, что для сёмги Поноя гибель рыб при лове крючковыми снастями не превышает 10 % и связана, в основном, с повреждением жаберных кровеносных сосудов. Общая численность идущих на нерест лососей оценивалась в 2008—2016 годы в среднем 68 тысяч особей — на уровне популяции до начала промышленного лова, которая могла составлять 55-89 тыс. рыб.

## Охрана природы
В бассейне Поноя созданы два соседствующих заказника — зоологический в среднем течении реки и рыбохозяйственный — в нижнем. На их территории инспекторами охраны Дирекции ООПТ Мурманской области по специальной методике проводится мониторинг гнездящихся дневных хищных птиц.
Отмечалось, что, во-первых, целесообразно расширить границы зоологического для более полной защиты сообществ и населяющих их редких видов птиц, во-вторых, сделать эти заказники общебиологическими (комплексными).

### Зоологический заказник
Понойский зоологический заказник занимает 98 600 га в центральной части Понойской депрессии — малонарушенного болотного массива. Организован 22 апреля 1981 года. Положение о заказнике утверждено постановлением Правительства Мурманской области от 27 октября 2005 года № 408-ПП/13. Границы и режим заказника утверждены тем же постановлением.
ООПТ выполняет функции сохранения, восстановления, воспроизводства, а также рационального использования ценных в хозяйственном и научном отношениях охотничьих и промысловых зверей и птиц. Основными объектами охраны в заказнике являются птицы: орлан-белохвост, сапсан, скопа, дербник, кречет, лебедь-кликун, гуменник, белощёкая казарка и серый журавль; а также млекопитающих: росомаха, песец, дикий северный олень, медведь, куница, европейская норка, горностай, ондатра. Это единственное известное на европейском Севере России место концентрации гнездований кречета, сокола-сапсана, орлана-белохвоста, скопы, а также лебедя-кликуна и серого журавля — все эти птицы включены в Красную книгу России.
Наиболее жёсткие ограничения установлены в период с 1 мая по 30 октября, когда запрещено даже нахождение людей на территории заказника (не связанное с выполнением служебной деятельности, а также движение любых транспортных средств и посадка вертолётов без разрешения Дирекции ООПТ.

### Рыбохозяйственный заказник
Понойский рыбохозяйственный заказник создан постановлением Правительства Мурманской области от 5 августа 2002 № 284-ПП и занимает площадь в 398 490 га. Границы и режим заказника утверждены постановлением Правительства Мурманской области от 27 октября 2005 № 413-ПП/13 (в ред. Постановления Правительства Мурманской области от 8 ноября 2013 № 645-ПП).
Территория заказника расположена вдоль течения Поноя — 234 км от устья до бывшего посёлка Чальмны-Варрэ. Она также включает основные притоки Поноя. Ширина водоохранных полос для рек Поной, Лосинга, Сухая, Лебяжья, Альденьга, Югонька, Патманьга, Ачерйок, Колмак, Пурнач (до устья реки Вилмуай) составляет 1000 метров по обе стороны от берегов, для рек Рябога, Томба, безымянного водотока на 233,2 км от устья и ручья Большой Бревенный — 500 метров, для остальных водотоков бассейна — 250 метров. В территорию заказника не включается территория села Каневка.
ООПТ организована в целях научного изучения, рационального хозяйственного использования, сохранения среды обитания и путей миграции ценных видов водных биологических ресурсов. Особую ценность на территории заказника представляют сёмга, кумжа и язь, малонарушенные лесные массивы по берегам реки Поной и её крупных притоков, а также места обитания 57 видов сосудистых растений и 12 видов животных, занесённых в Красные книги различных рангов. На территории ООПТ запрещены или ограничены все виды постоянной и временной хозяйственной деятельности. Исключения предусмотрены Положением о заказнике для оленеводческого хозяйства СХПК «Оленевод» и постоянных жителей сёл Каневка и Краснощелье.

## Памятники

### Археологические
Рядом с селом Поной сохранились два северных лабиринта, так называемые «Большой» и «Малый». В 1840-х они были впервые описаны академиком и сооснователем Русского географического общества Карлом Бэром и связаны с подобными каменными лабиринтами, раскиданными по русскому Северу. В 1900 году их зарисовал археолог и этнограф Константин Рева. Он также указал, что угадываются следы ещё трёх несохранившихся лабиринтов. В 1948 году археолог Нина Гурина, описывая северные лабиринты, предположила, что они связаны с рыболовными промыслами.
В 1877 году состоялась Первая этнографическая экспедиция Русского географического общества на Кольском полуострове, в ходе которой под руководством Александра Кельсиева были собраны предметы быта саамов и проведены первые археологические раскопки на Поное.
В 1973 году в результате археологического обследования в связи с проектированием ГЭС на реке Поной впервые в Мурманской области были обнаружены наскальные изображения. Археолог Владимир Шумкин нашёл рядом с селом Чальмны-Варрэ 6 первых камней с петроглифами. Исследование и документирование памятника проведено Ниной Гуриной в 1974-77 годах (в 2014 начато новое копирование памятника). В 1989 году было найдено ещё 4 камня с выбивками. В 2014—2017 годах было проведено новое исследование и документирование наскальных изображений на Понойских петроглифах. В итоге были зафиксированы 287 фигур на 10 камнях. Большинство фигур и композиций (155) находятся на камне № 5, который в 1988 году был увезён и выставлен в Музее истории, культуры и быта кольских саамов в селе Ловозеро. Понойские петроглифы являются региональным природно-историческим памятником.

### Природные
В районе горы Парусной, расположенной на западном окончании Кейвской возвышенности в 10 км к северо-западу от верховья реки Ельрека, на площади около 1 га расположен геологический памятник природы регионального значения — Амазониты горы Парусная. Там находятся 4 жилы амазонитовых пегматитов размером 5-6 метров на 30-35 метров. Жилы сложены блоками кварца, альбита, собственно амазонита и ряда других минералов. Амазонит в одной из жил образует крупные кристаллы и друзы. Это единственное место в России, где они встречаются.

## Проекты строительства ГЭС
В 1921 году Комиссия по изучению естественных производительных сил России провела приблизительные подсчёты промышленной и потенциальной мощности Поноя. В 1933 году результаты были помещены в Атласе энергетических ресурсов СССР. В 1935 году Ленинградское отделение Гидроэнергопроекта разработало концепцию трёхкаскадной ГЭС. В 1951—1952 годах были проведены исследования реки географо-гидрологической экспедицией Кольского филиала Академии наук СССР. На их основе в 1954—1957 годах разрабатывалась схема энергетического использования Поноя. Предложения Кольского филиала АН были оформлены во втором выпуске «Водноэнергетических ресурсов Кольского полуострова», выпущенном в 1958 году, и направлены в Госплан СССР.
Рассматривались варианты одноступенчатой Понойской ГЭС установленной мощностью 340 МВт и трёхступенчатого каскада общей мощностью 328 МВт (Верхне-Понойская ГЭС (150 МВт) в нижнем течении реки с дополнительной Бревенной ГЭС (150 МВт) ниже по течению и Корабельной ГЭС (28 МВт) в устье). При практически равной мощности трёхступенчатый вариант проектировщики находили на 30 % более экономически выгодным. Оптимальным местом для Верхне-Понойской ГЭС считали район в 7 км выше впадения реки Томбы, уже после впадения Пурнача (106 км до устья), где уже сконцентрированы 91,5 % водосборного бассейна. С помощью бетонной гравитационной плотины длиной по гребню 400 м предполагалось поднять уровень реки на 75 м, до отметки 160 м. Строительство ГЭС привело бы к созданию протяжённого Понойского водохранилища ёмкостью около 11 км³, полезным объёмом 9 км³ и среднегодовым стоком в створе нижней ГЭС в 5,2 км³. Расчёты показывали, что его площадь составила бы 1500 км², то есть почти в два раза больше крупнейшего в Мурманской области озера-водохранилища Имандра.
Оказалось бы затоплено около 100—150 км² лесов, основная площадь затопления пришлась на болота Понойской котловины в среднем течение реки. Пришлось отселить три небольших пункта — Краснощелье, Чальмны-Варрэ и Каневку, в сумме около 200—250 дворов. В трехступенчатом варианте также частично затапливалось село Поной. Гидроэлектростанции закрыли бы пути миграции для сёмги. Проектировщики ГЭС упоминали в качестве гипотетических решений рыбоходы, рыбоподъёмники и заводы по искусственному воспроизводству потомства, но конкретных проектов не предлагали.
Планировалось, что с освоением в две ближайшие пятилетки основных запасов гидроэнергии главных рек западной половины Мурманской области подойдёт очередь рек северо-восточной части Кольского полуострова, среди которых Поной — самый крупный и перспективный. Понойская ГЭС должна была производить в год около 2 ТВт⋅ч дешёвой электроэнергии. Однако отсутствие промышленности в непосредственной близости от ГЭС заставило бы тянуть высоковольтную линию длиной около 400 км к энергоёмким потребителям, в основном медно-никелевому производству в центральной части области.
Гидроэнергетическое освоение Поноя дальше проектов не пошло. Уже в начале 1960-х было принято решение строить ближе к промышленным потребителям Кольскую АЭС с 4 реакторами суммарной мощностью 1840 МВт. С введением в строй последнего энергоблока в 1984 году и последовавшим вскоре снижением энергопотребления на фоне экономического кризиса после распада СССР в принципе отпала необходимость в новых генерирующих мощностях. Мурманская область на протяжении десятилетий оставалась энергоизбыточным регионом: в 2018 года «запертая» в Мурманской области мощность оценивалась в 350 МВт. Только в 2022 году была введена в строй высоковольтная линия длиной 1 тыс. км, соединившая Ленинградскую и Мурманскую области и снявшая остроту проблемы. Тем не менее проектирование Понойской ГЭС остановлено (как и ГЭС на реке Иоканга), так как на неосвоенных реках действует экологические ограничения из-за угрозы для популяции сёмги. Рассматривается строительство малой ГЭС на Ельреке — одном притоков Поноя — для энергоснабжения расположенного в 6 км села Краснощелье.